# Sekyrova a Whiteova profesura morální filozofie
Whiteova profesura morální filosofie byla ustavena a finančně podpořena v roce 1621 Thomasem Whitem (cca. 1550–1624), kanovníkem Christ Church na Oxfordské univerzitě. Jedná se o nejstarší profesuru filozofie na Oxfordské univerzitě.
V roce 2021 byla stolec přejmenován na Sekyrova a Whiteova profesura morální filosofie (angl. Sekyra and White's Professorship of Moral Philosophy) jako ocenění podpory nadace Sekyra Foundation.
Podle původní dohody měl profesor dostávat stipendium 100 liber ročně spolu s dalšími platbami a odměnami. Nikdo neměl post zastávat déle než pět, nebo nanejvýše deset let. Od roku 1673 začalo být běžnou praxí volit do funkce jednoho z proktorů, obvykle hlavního proktora. Postupem času přednášky ustaly úplně a nakonec katedra upadla v zapomnění do té míry, že o ní až do roku 1831 nelze najít jedinou zmínku v oxfordských seznamech přednášek. Praxe dosazování proktorů pokračovala s jedinou výjimkou až do února 1829.  
Katedra byla znovu zřízena v nové podobě statutem, který roku 1858 schválila Královská rada. Na základě statutů vydaných univerzitními komisaři v roce 1877 je nyní katedra spojena s členstvím v koleji Corpus Christi.
Sekyrova a Whiteova profesurra se zaměřuje na studium a rozvoj morální filosofie v Oxfordu a dohlíží na doktorandské a magisterské studenty v tomto předmětu.
Předchozí držitelé profesury přispěli k debatám o největších morálních výzvách, kterým lidstvo čelí. Profesor John Broome nadále široce publikuje o změně klimatu. Profesor Bernard Williams pracoval v královských komisích a vládních výborech, ve kterých se věnoval problematice zneužívání drog, hazardních her, sociální nerovnosti a obscénnosti a filmové cenzury. Současný držitel profesury Jeff McMahan se zabývá etikou války, potratů, vztahu ke zvířatům jakož i populační etikou.

## Seznam Whiteových profesorů morální filosofie
- 1621 William Price, MA, student na Christ Church[5]
- 1630 Thomas Ballow, MA, student na Christ Church[6]
- 1634 Edward Fulham, MA, student na Christ Church
- 1638 George Gisbey, MA, člen St. John’s College
- 1643 John Berkenhead, MA, člen All Souls College
- 1648 Edward Copley, MA, člen Merton College
- 1649 Henry Wilkinson, BD, děkan Magdalen Hall
- 1654 Francis Howell, MA, člen Exeter College; později děkan Jesus College
- 1657 William Carpender, MA, student na Christ Church
- 1660 Francis Palmer, MA, student na Christ Church
- 1664 Andrew Crispe, MA, student na Christ Church
- 1668 Nathaniel Hodges, MA, student na Christ Church
- 1673 Abraham Campion, MA, člen a hlavní proktor Trinity College

...
- 1708 Edward Thwaytes, MA, člen Queen's College; regius profesor řečtiny

...
- 1829 William Mills, BD, člen Magdalen College

- 1834 Renn Dickson Hampden, DD, děkan St. Mary Hall; později regius profesor teologie, herefordský biskup

- 1836 William Sewell, MA, člen Exeter College

- 1841 Charles William Stocker, DD, svého času člen St. John’s College

- 1842 George Henry Sacheverell Johnson, MA, člen Queen's College, saviliánský profesor astronomie

- 1845 Henry George Liddell, MA, student na Christ Church a později její děkan

- 1846 John Matthias Wilson, MA, člen Corpus Christi College a později její prezident

- 1851 John Matthias Wilson, znovuzvolen

- 1856–1858 místo neobsazeno

- 1858 John Matthias Wilson, znovuzvolen

- 1874 John Richard Turner Eaton (1825–?), MA, svého času člen Merton College

- 1878 Thomas Hill (T.H.) Green (1836–1882), MA, člen Balliol College

- 1882 William Wallace (1843–1897), MA, student na Balliol College; člen Merton College

- 1897 John Alexander Stewart (1846–1933), MA, student na Christ Church

- 1923 William David (W. D.) Ross (1877–1971), MA, člen Oriel College

- 1928 Harold Arthur (H. A.) Prichard (1871–1947), MA, stipendista na New College; člen Hertford College, Trinity College a Corpus Christi College

- 1937 Herbert James Paton (1887–1969), MA (Glasgow), MA, držitel Snellova stipendia na Balliol College; člen Corpus Christi College

- 1952 John Langshaw (J. L.) Austin (1911–1960), MA, člen All Souls College a Magdalen College

- 1960 William Calvert Kneale (1906–1990), MA, člen Exeter College

- 1966 Richard Mervyn (R. M.) Hare (1919–2002), MA, student na Balliol College a její člen; člen Corpus Christi College

- 1983–1990 místo neobsazeno

- 1990 Bernard Arthur Owen Williams (1929–2003), MA, člen Corpus Christi College

- 1996 James Griffin (1933–2019), BA (Yale), MA, DPhil, člen Keble College a Corpus Christi College

- 2001 John Broome (1947–), BA (Cambridge), PhD (MIT), člen Corpus Christi College

- 2014 Jeff McMahan (1954–), BA (University of the South v Sewanee), BA, MA (Oxford), PhD (Cambridge), člen Corpus Christi College